# Jürgen Beckelmann

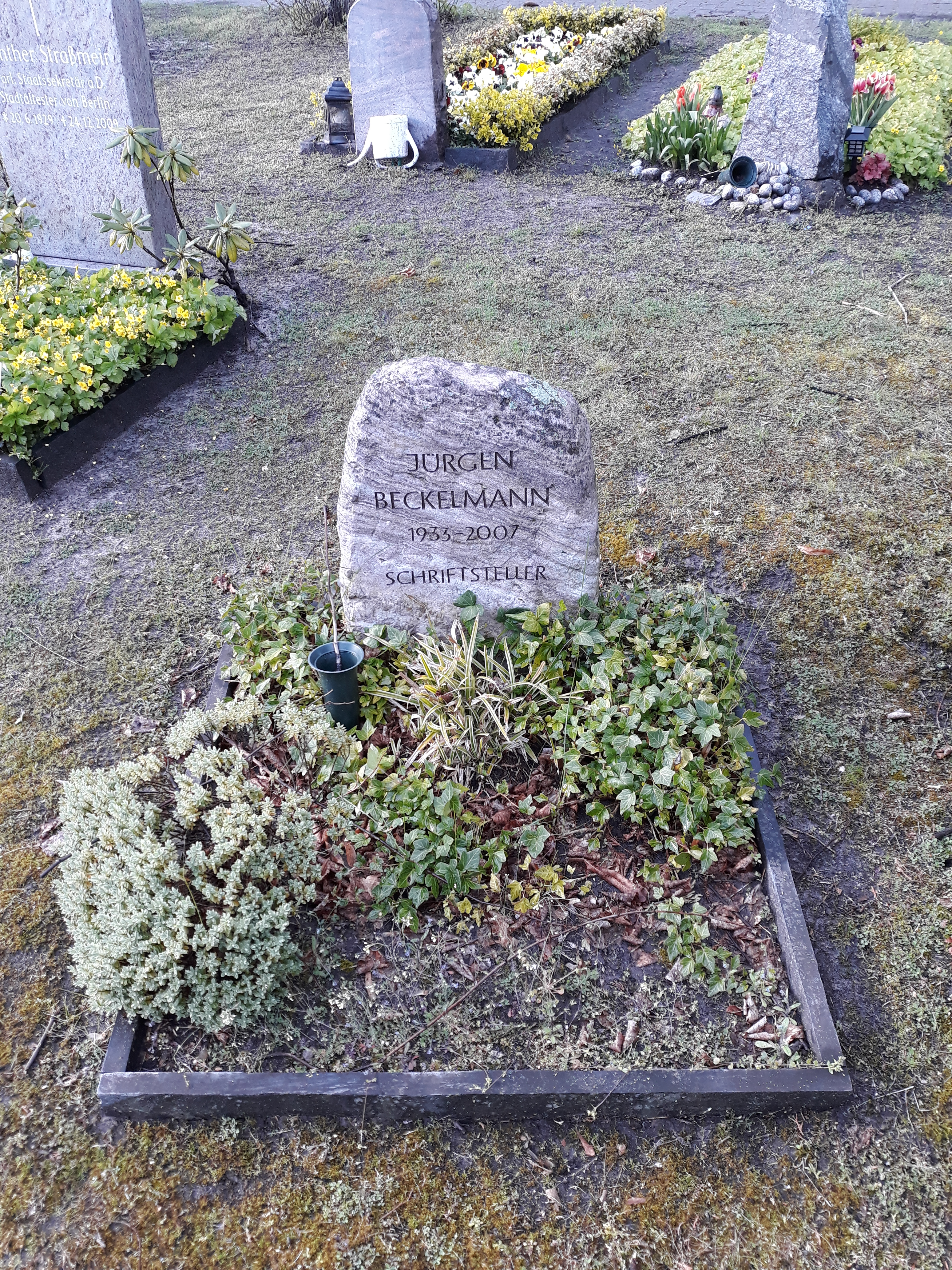
Das Grab von Jürgen Beckelmann auf dem Friedhof Wilmersdorf in Berlin

Jürgen Beckelmann (* 30. Januar 1933 in Magdeburg; † 31. Juli 2007 in Berlin; Pseudonyme: Hans Gardelegen, Georg Günther, Hans Richling) war ein deutscher Journalist und Schriftsteller.

## Leben
Jürgen Beckelmann studierte Schauspielerei und Theatergeschichte in Ost-Berlin, später Politikwissenschaft
in West-Berlin. Von 1956 bis 1959 war er als Redakteur in München tätig. Daneben lieferte Beckelmann journalistische Beiträge für diverse deutsche Zeitungen und Rundfunkanstalten.
Jürgen Beckelmann schrieb Romane, Erzählungen und Gedichte. Er war Mitglied des Verbandes Deutscher Schriftsteller. Er lebte zuletzt in Berlin-Wilmersdorf.

## Werke
- Das Ende der Moderne. Entwicklung und Tendenzen in der deutschen Malerei. Essay. München 1959.
- Der Wanderwolf. Gedichte. Fürstenfeldbruck 1959.
- Der goldene Sturm. Roman. Hamburg 1961.
- mit Hansen-Bahia: Begegnung mit Hansen-Bahia. Darmstadt 1961.
- Das gläserne Reh oder Der Traum des Drogisten. Erzählungen. Zürich 1965.
- Aufzeichnungen eines jungen Mannes aus besserer Familie. Roman. Zürich 1965 .
- Lachender Abschied. Wuppertal-Barmen 1969.
- Herrn Meiers Entzücken an der Demokratie. Roman. Wuppertal-Barmen 1970.
- mit Annemarie Weber: Einladung nach Berlin. München und anderswo 1976.
- Drohbriefe eines Sanftmütigen. Gedichte. Berlin 1976–1980.
- Lachender Abschied. Roman. 1978.
- An solchen Tagen.Erzählungen. Mit Lithographien von Ernst Leonhardt. Edition Mariannenpresse, Berlin (West) 1983, ISBN 3-922510-17-5.
- Ich habe behauptet. Mainz 1987.
- Der Wasserhahn oder Die Wiederauferstehung des Schrotts. Berlin 1989.
- mit Uli Kasten: Eine Qualle trocknen. Berlin-Kreuzberg 1997.
- Jürgen Beckelmann. Berlin 2003.

## Herausgeberschaft
- Umsteigen bitte, Berlin 1980 (zusammen mit Harald Schmid)